# Bernart de la Barta
Bernart de la Barta, o de la Barda o de la Barata, scritto anche Bernarnz Delabarta (fl. 1229), è stato un trovatore francese originario di La Barthe, la cui localizzazione geografica è ignota.
Ha scritto due tenzone, un frammento (cobla) di una satira e un sirventes, "Foilla ni flors, ni chatuz temps ni fredura", un attacco verbale sferrato contro i termini del Trattato di Meaux (1229), tramite il quale Raimondo VII di Tolosa formalizza la sua resa a Luigi IX di Francia, quindi alla fine della crociata albigese.
L'interpretazione del sirventes di Bernart come un attacco al trattato del 1229 viene per la prima volta proposta nel 1885 da Camille Chabaneau e successivamente accettata da Alfred Jeanroy. Bernart attacca in modo deciso Luigi IX e la Chiesa Romana, venendo allo stesso tempo in difesa di Raimondo VII, il cui trattamento lui crede sia stato ingiusto. La crociata intrapresa nel nome della pace avrebbe dovuto prefiggersi "la pacificazione tra chierici e francesi". Secondo Bernard, una pace imposta forzatamente sulla sconfitta è ingiusta e Raimondo avrebbe meritato una sorte migliore.
Bernart conobbe anche il trovatore Guilhem Peire Cazals de Caortz, con il quale compose una delle sue tensos.